# Scapania sinikkae
Scapania sinikkae là một loài rêu trong họ Scapaniaceae. Loài này được Potemkin mô tả khoa học đầu tiên năm 2001.